# Callistocythere asperereticulata
Callistocythere asperereticulata is een mosselkreeftjessoort uit de familie van de Leptocytheridae. De wetenschappelijke naam van de soort is voor het eerst geldig gepubliceerd in 1973 door Whatley & Moguilevsky.